# Gandanameno echinata
Espèce
Synonymes
- Eresus echinatus Purcell, 1908

Gandanameno echinata est une espèce d'araignées aranéomorphes de la famille des Eresidae.

## Distribution
Cette espèce est endémique de Namibie,.

## Description
La femelle holotype mesure 16 mm.

## Publication originale
- Purcell, 1908 : Araneae. Forschungsreise in Südafrika, 1(2). Denkschriften der Medicinisch-Naturwissenschaftlichen Gesellschaft zu Jena, vol. 13, p. 203-246 (texte intégral).